# Emil Zegadłowicz
Emil Zegadłowicz (sinh ngày 20 tháng 7 năm 1888 tại Biała, nay thuộc Bielsko-Biała - mất ngày 24 tháng 2 năm 1941 tại Sosnowiec) là một nhà thơ, nhà văn, tiểu thuyết gia, nhà viết kịch, dịch giả và chuyên gia nghệ thuật người Ba Lan. Emil Zegadłowicz là đồng sáng lập chủ nghĩa biểu hiện của Ba Lan và là thành viên của nhóm chủ nghĩa biểu hiện Zdrój. Ông cũng đồng sáng lập văn đoàn Czartak.

## Tiểu sử

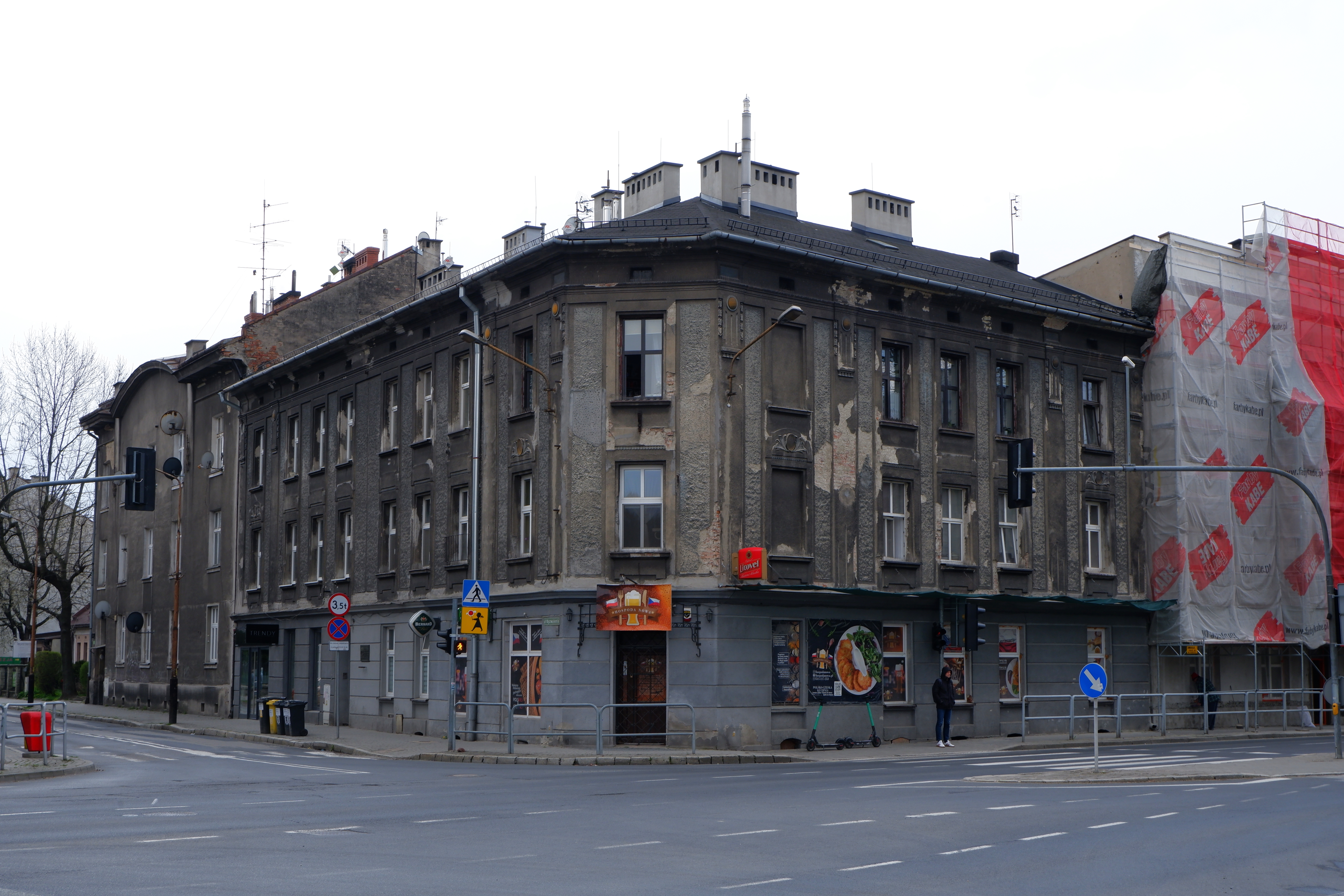
Nhà tập thể ở Biała, nơi sinh của Emil Zegadłowicz

Trong các năm 1906-1911, Emil Zegadłowicz nghiên cứu triết học Ba Lan, triết học Đức và lịch sử nghệ thuật tại Đại học Jagiellonia ở Kraków. Kế đến, ông tiếp tục theo học ở Vienna và Dresden. Dù sinh ra trên một hòn đảo nói tiếng Đức thuộc địa phận Bielsko và Biała, ông không quá gắn bó với nơi này mà sống ở Gorzeń Górny gần Wadowice và Poznań.
Từ năm 1917 đến năm 1922, Emil Zegadłowicz hợp tác với nhóm chủ nghĩa biểu hiện ở Poznań. Họ đều cộng tác với tập san Zdrój. Năm 1919, ông trở thành một viên chức của Bộ Văn hóa và Nghệ thuật. Emil Zegadłowicz đã khởi xướng và đồng sáng lập văn đoàn Czartak và tập san cùng tên. Trong giai đoạn 1927-1931, ông giữ chức giám đốc văn học của Nhà hát Ba Lan tại Poznań. Emil Zegadłowicz cũng làm biên tập viên của tập san Công giáo La Mã Tęcza (1928-1929), biên tập viên của tạp chí sân khấu Świat Kulis, và giám đốc chương trình tại đài phát thanh Poznań tên là Polskie Radio. Trong giai đoạn 1933-1934, ông làm giám đốc văn học tại Nhà hát Katowice. Năm 1934, Emil Zegadłowicz trở thành biên tập viên của tập san Wieś. Sau đó, vì mâu mâu thuẫn với Giáo hội Công giáo Rôma và phe cánh hữu nên ông theo phe cánh tả từ năm 1936.

## Tác phẩm
- Powsinogi beskidzkie (1923)
- Kolędziołki beskidzkie (1923)

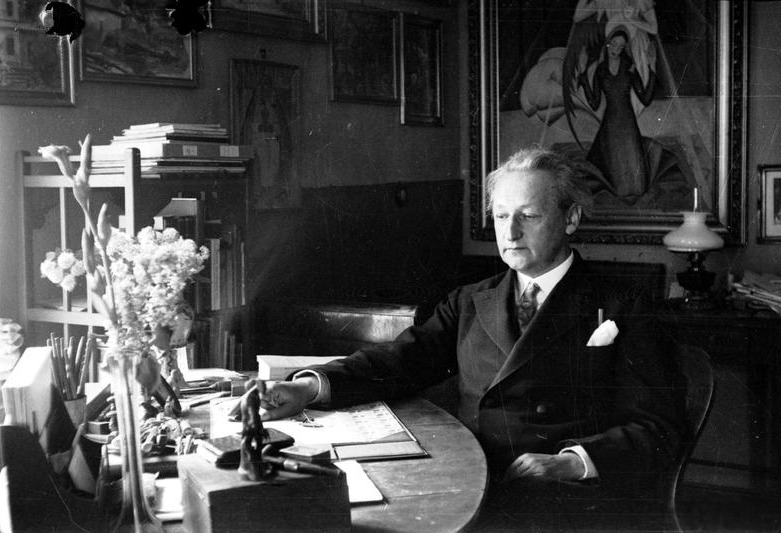
Emil Zegadłowicz (1933)

- Żywot Mikołaja Srebrempisanego (1927–1929)
- Zmory (1935)[2]
- Motory (1938)
- Wasz korespondent donosi (1939, kịch sân khấu, đã thất lạc)
- Domek z kart (1940, kịch sân khấu)